# East Rancho Dominguez
East Rancho Dominguez, aussi connue sous le nom de East Compton, est une zone non incorporée dans le comté de Los Angeles, en Californie. En 2000, la population s'élevait à 9 286 habitants.